# Vértiz
Vértiz es una localidad en la provincia de La Pampa, Argentina, dentro del departamento Chapaleufú. Su zona rural se extiende también sobre los departamentos Maracó, Realicó y Trenel.

## Toponimia
El nombre recuerda al progresista y criollo virrey Juan José de Vértiz y Salcedo.

## Población
Cuenta con 688 habitantes (Indec, 2010), lo que representa un incremento del 5,8% frente a los 650 habitantes (Indec, 2001) del censo anterior.
El censo nacional 2022 arrojó 787 habitantes y 404 viviendas.
| Gráfica de evolución demográfica de Vértiz entre 1991 y 2022 |
|                                                              |
| Fuente: Censos nacionales del INDEC                          |

## Accesos
Se accede por la ruta provincial 101 desde la ciudad de General Pico, la cual se encuentra a 34 km hacia el sudeste. Se encuentra a 171 km de la ciudad de Santa Rosa.